# Въоръжени сили на Латвия
Въоръжените сили на Латвия (на латвийски: Nacionālie bruņotie spēki) защитават националната сигурност на Република Латвия.
Структурата им е основана на шведско-финландския модел за бързо реагиращи сили. Тя се състои от сухопътни войски, военноморски флот, военновъздушни сили, както и национална гвардия.

## Персонал
Латвийската армия наброява 5052 военнослужещи. В сухопътните войски служат 952 души, 552 са във ВМС, 291 във ВВС. 550 професионални военнослужещи и още 10 642 национални гвардейци са в Националната гвардия. Има 1380 граждански служители във Въоръжените сили.